# Avtotrof
Avtotróf je organizem, ki proizvaja kompleksne organske spojine (kot so ogljikovi hidrati, maščobe in beljakovine) iz preprostih snovi, ki so prisotne v njegovi okolici, v splošnem z uporabo energije iz svetlobe (fotosinteza) ali anorganskih kemijskih reakcij (kemosinteza). Avtotrofi so v prehranjevalni verigi proizvajalci, npr. rastline na kopnem ali alge v vodi, v nasprotju s heterotrofi, ki so potrošniki avtotrofov. Ne potrebujejo živega vira energije ali organskega ogljika. Avtotrofi lahko reducirajo ogljikov dioksid za proizvodnjo organskih spojin, potrebnih za biosintezo, in ustvarijo zalogo kemijske energije. Večina avtotrofov uporablja kot reducent vodo, vendar pa lahko nekateri uporabljajo tudi druge vodikove spojine, kot je vodikov sulfid. Fototrofi (zelene rastline in alge), vrsta avtotrofov, elektromagnetno energijo iz sončne svetlobe pretvarjajo v kemijsko energijo v obliki reduciranega ogljika.
Avtotrofi so lahko fotoavtotrofi ali kemoavtotrofi. Fototrofi kot vir energije uporabljajo svetlobo, medtem ko se kemotrofi za energijo poslužujejo donorjev elektronov – bodisi iz organskih ali anorganskih virov, donorji elektronov avtotrofov pa so izključno anorganskih virov. Taki kemotrofi so litotrofi. Litotrofi uporabljajo anorganske spojine, kot so vodikov sulfid, elementarno žveplo, amonijak in železov(2+) ion, kot reducente za biosintezo in zalogo kemijske energije. Fotoavtotrofi in litoavtotrofi uporabljajo del molekul ATP, ki nastanejo med fotosintezo ali oksidacijo anorganskih spojin za reduciranje NADP+ v NADPH v organske spojine.

## Etimologija
Izraz avtotrof je leta 1892 skoval Albert Bernhard Frank. V dobesednem prevodu bi pomenil "samohranjene", sestoji iz grških besed autos, ki pomeni "jaz", in trophe, ki pomeni "hraniti").